# Gunnar Westerberg

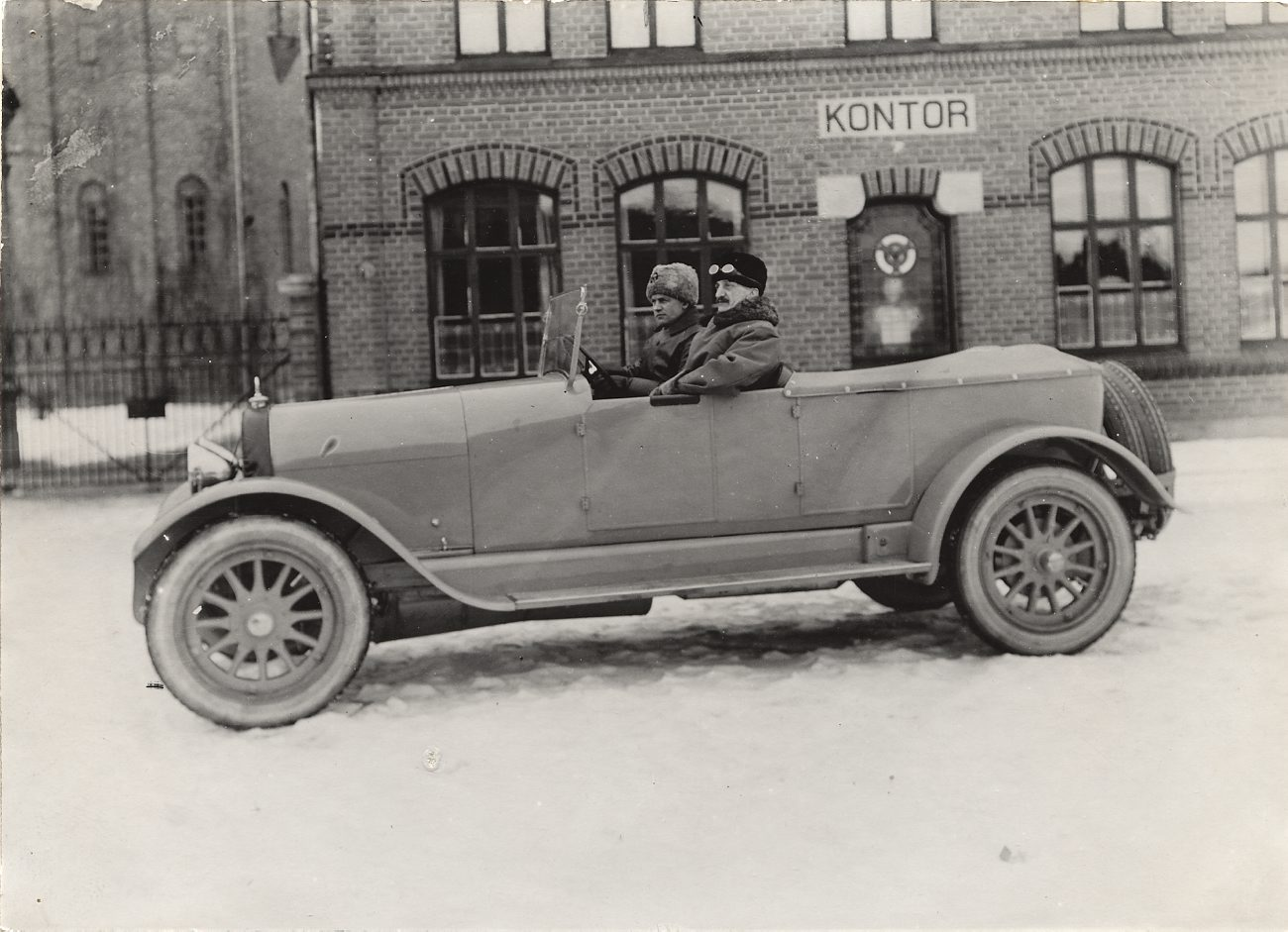
Gunnar Westerberg (vid ratten).

August Gunnar Westerberg, född 2 september 1888 i Ytterjärna församling, Södermanlands län, död 27 juni 1962 i Tveta församling , Stockholms län, var en svensk motorcykelförare. Han var bror till Erik Westerberg.
Westerberg, som var anställd som verkmästare i Södertälje, vann på Harley-Davidson under 1920-talets början många segrar, framför allt i tillförlitlighetstävlingar. Han blev prickfri i soloklassen i Novembertävlingen 1920 och 1922 och i Majtävlingen 1921 och 1922. I Internationella sexdagarstävlingen 1923 blev han prickfri i klass G och var dessutom medlem av det segrande märkeslaget. Från 1924 deltog han på Scania-Vabis även med framgång i biltävlingar av olika slag.